# 錯体化学会
錯体化学会（さくたいかがくかい、英：Japan Society of Coordination Chemistry)は錯体化学の進歩発展に寄与することを目的とする学術団体である（定款1条、2条）。

## 概略
法人格はないので、法人でない社団ということになる。
代表者は会長であり、任期は2年。副会長は2人であり、任期は2年（会則6条）。
2019年8月31日現在で正会員は722人。
事務局は、岡崎市明大寺町字東山5-1　分子科学研究所　生命・錯体分子科学研究領域内
主な事業として年に一回、錯体化学会討論会を主催する。

## 沿革
- 1951年　錯塩化学研究会発足
- 1989年　錯体化学研究会に改称
- 2002年　錯体化学会設立[2]